# The Sisterhood
Pour plus de détails, voir Fiche technique et Distribution.
The Sisterhood est un film américano-britannique de 2004 réalisé par David DeCoteau.

## Fiche technique
- Titre : The Sisterhood
- Réalisation : David DeCoteau
- Scénario : Jana K. Arnold
- Producteur :
- Production : Providence Management Ltd.
- Musique :
- Pays d'origine :  Royaume-Uni  États-Unis
- Langue d'origine : anglais
- Lieux de tournage : Îles Turques-et-Caïques
- Genre : Horreur, érotique lesbien
- Durée : 85 minutes
- Date de sortie : 
  -  États-Unis : 6 juin 2004

## Distribution
- Barbara Crampton : Ms. Master
- Jennifer Holland : Christine
- Michelle Borth : Devin Sinclair
- Storm David Newton : Josh
- Kate Plec : Reagen
- Sara Michelle Ben Av : Sarah
- Jonna Giovanna : Samantha
- Scot Nicol : Ken
- Justin Wilkes (en) : Bart
- Brenda Schmid : Amy (créditée comme Brenda Blade)
- Amy Whitaker : Clara
- Greyston Holt : Dan (crédité Greyston Stefancsik)
- Houston Rhines : Eric
- Matt Fitzgerald : Damon
- Justin Wilczynski : Bart